# 이정재 (배우)
이정재(李政宰, 1972년 12월 15일~)는 대한민국의 배우, 영화 감독이다.

## 생애
1993년 드라마 《공룡선생》으로 데뷔하여 다음 해인 1994년에 영화 《젊은 남자》로 그해 주요 영화제의 신인상을 모두 휩쓸었다. 이후 대박이 난 드라마 《모래시계》(1995)에 출연해 일약 스타덤에 올랐다. 1999년 영화 《태양은 없다》로 첫 남우주연상을 받았고, 이후 《도둑들》(2012), 《신세계》(2013), 《관상》(2013), 《암살》(2015) 등 작품성과 흥행성을 갖춘 영화에 출연하면서 연기력까지 인정받으며 대한민국의 대표 배우로 자리매김하였다.
2021년 넷플릭스 드라마 《오징어 게임》의 세계적인 흥행으로 해외에서도 이름을 알렸다. 《오징어 게임》을 통해 미국배우조합상 극드라마 부문 남우주연상을 수상했으며, 프라임타임 에미상 극드라마 부문 남우주연상 및 골든 글로브상 극드라마 부문 남우주연상 후보에 올랐고, 한국 연예인 순위 1위에 기록되었다. 에미상 후보 지명으로 이정재는 아시아 배우 최초로 프라임타임 에미상 남우주연상에 후보로 올랐으며 수상까지 하게 되었다.
2022년 영화 《헌트》를 통해 감독으로 데뷔하였으며, 영화는 2022년 칸 영화제에서 초연되었다.
2022년 12월 17일 대한민국 정부로부터 금관문화훈장을 서훈하며, 대중문화예술계 역사에 기록되었다.

## 학력
- 숭의국민학교(졸업)
- 청담중학교(졸업)
- 현대고등학교(졸업)
- 동국대학교(연극영상학/학사)
- 동국대학교(공연예술예술학/석사)

## 출연 작품

### 영화
| 연도 | 제목                             | 역할     | 비고                                | 일본판 성우진     |
| ---- | -------------------------------- | -------- | ----------------------------------- | ----------------- |
| 1994 | 젊은 남자                        | 이한     |                                     |                   |
| 1996 | 알바트로스                       | 평산     |                                     |                   |
| 1997 | 박대박                           | 박수석   |                                     |                   |
| 1997 | 불새                             | 영후     |                                     |                   |
| 1998 | 정사                             | 우인     |                                     |                   |
| 1999 | 태양은 없다                      | 조홍기   |                                     |                   |
| 1999 | 이재수의 난                      | 이재수   |                                     |                   |
| 2000 | 시월애                           | 성현     |                                     |                   |
| 2000 | 인터뷰                           | 은석     |                                     |                   |
| 2000 | 순애보                           | 우인     |                                     |                   |
| 2001 | 선물                             | 정용기   |                                     |                   |
| 2001 | 흑수선                           | 오 형사  |                                     |                   |
| 2002 | 오버 더 레인보우                 | 이진수   |                                     |                   |
| 2003 | 오! 브라더스                     | 오상우   |                                     |                   |
| 2005 | 태풍                             | 강세종   |                                     |                   |
| 2008 | 1724 기방난동사건                | 천둥     |                                     |                   |
| 2010 | 하녀                             | 훈       | 제63회 칸 국제영화제 경쟁 부문 초청 |                   |
| 2012 | 도둑들                           | 뽀빠이   |                                     |                   |
| 2013 | 신세계                           | 이자성   | 작중 메인 남주                      |                   |
| 2013 | 관상                             | 수양대군 | 작중 메인 악남                      |                   |
| 2014 | 빅매치                           | 최익호   | 작중 서브 남주                      |                   |
| 2015 | 암살                             | 염석진   | 작중 메인 악남                      |                   |
| 2016 | 인천상륙작전                     | 장학수   |                                     |                   |
| 2016 | 인천상륙작전 : 익스텐디드 에디션 | 장학수   |                                     |                   |
| 2016 | 대역전                           | 강승준   | 한국, 중국 합작 영화                |                   |
| 2017 | 대립군                           | 토우     | 작중 메인 남주                      |                   |
| 2017 | 신과함께: 죄와 벌                | 염라대왕 | 특별출연                            | 야마모토 카네히라 |
| 2018 | 신과함께: 인과 연                | 염라대왕 | 특별출연                            | 야마모토 카네히라 |
| 2019 | 어쩌다, 결혼                     | 변호사   | 특별출연                            |                   |
| 2019 | 사바하                           | 박웅재   |                                     |                   |
| 2020 | 다만 악에서 구하소서             | 레이     | 작중 메인 악남                      |                   |
| 2022 | 헌트                             | 박평호   | 감독,각본,주연                      |                   |
| 2024 | 리볼버                           | 임석용   | 특별출연                            |                   |

### 드라마
| 연도 | 방송사  | 제목                              | 역할   | 비고            |
| ---- | ------- | --------------------------------- | ------ | --------------- |
| 1993 | SBS     | 공룡선생                          | 이정재 |                 |
| 1993 | KBS2    | 살아남은 자의 슬픔                |        |                 |
| 1994 | KBS2    | 남자는 외로워                     | 재정   |                 |
| 1994 | KBS2    | 느낌                              | 한준   |                 |
| 1994 | SBS     | 사랑은 블루                       | 나재성 |                 |
| 1995 | SBS     | 모래시계                          | 백재희 |                 |
| 1997 | SBS     | 달팽이                            | 오동철 |                 |
| 1998 | SBS     | 백야 3.98                         | 이영준 |                 |
| 2007 | MBC     | 에어시티                          | 김지성 |                 |
| 2009 | MBC     | 트리플                            | 신활   |                 |
| 2019 | JTBC    | 보좌관 - 세상을 움직이는 사람들   | 장태준 |                 |
| 2019 | JTBC    | 보좌관 2 - 세상을 움직이는 사람들 | 장태준 |                 |
| 2021 | SBS     | 날아라 개천용                     | 장태준 | 특별출연        |
| 2021 | Netflix | 오징어 게임                       | 성기훈 |                 |
| 2024 | Netflix | 오징어 게임 시즌 2                | 성기훈 |                 |
| 2025 | Netflix | 오징어 게임 시즌 3                | 성기훈 |                 |
| TBA  | Disney+ | 애콜라이트                        |        | 할리우드 데뷔작 |
| TBA  | TBA     | 레이                              | 레이   | 제작, 주연      |

## 작품 외 활동

### 광고
| 연도 | 기업명                  | 제품명                                          |
| ---- | ----------------------- | ----------------------------------------------- |
| 1993 | 롯데제과                | 크런키 초콜릿                                   |
| 1993 | 롯데제과                | 가나 초콜릿                                     |
| 1993 | 롯데제과                | 꽈배기 스크류바                                 |
| 1994 | 롯데제과                | 빼빼로                                          |
| 1994 | 롯데제과                | 뽀뽀리                                          |
| 1994 | 롯데제과                | 제크                                            |
| 1994 | LG전자                  | 3DO 얼라이브 게임기                             |
| 1994 | 해태htb                 | 투데이스 캔커피 (이지은과 함께 출연)            |
| 1994 | 동화약품                | 까스활명수큐                                    |
| 1995 | 롯데제과                | 트윈키                                          |
| 1995 | 롯데제과                | 프라임                                          |
| 1995 | 롯데제과                | 파파치노                                        |
| 1995 | 한국보안공사            | 캡스                                            |
| 1995 | CG녹십자                | 립플러스                                        |
| 1995 | SK텔레콤                | 삐삐012                                         |
| 1996 | 태웅화장품              | 세띠마 쏘렌                                     |
| 1996 | CG녹십자                | 유                                              |
| 1997 | CJ라이온                | 레니오에센스샴푸                                |
| 1998 | 써제스트                |                                                 |
| 1998 | 위니아대우              | 솔로                                            |
| 1998 | 닉스인터내셔널 소베이직 |                                                 |
| 1999 | 성도전자통신            | 700-5425                                        |
| 2000 | LG유플러스              | 카이                                            |
| 2000 | OB맥주                  | OB라거                                          |
| 2001 | 연승어패럴              | 클라이드                                        |
| 2002 | 메리츠종합금융증권      | 메리츠증권                                      |
| 2002 | 하나금융그룹            | 하나카드                                        |
| 2002 | KT                      | 매직엔                                          |
| 2002 | 동서식품                | 맥심 커피                                       |
| 2003 | KT                      | 더블통화 요금제                                 |
| 2003 | 이젠텍                  | 챠빌 (장서희와 함께 출연)                       |
| 2004 | 동서식품                | 맥심 커피                                       |
| 2004 | 동서식품                | 맥심 아이스 커피                                |
| 2004 | 더베이직하우스          | 마인드브릿지                                    |
| 2007 | 다반                    |                                                 |
| 2009 | 대상                    | 청청원                                          |
| 2010 | 매일유업                | 상하 체다슬라이스 치즈                          |
| 2010 | (주)던필드              | 크로커다일                                      |
| 2013 | 남양유업                | 프렌치카페 누보                                 |
| 2014 | SK텔레콤                | 광대역 LTE-A                                    |
| 2014 | 버거킹                  |                                                 |
| 2015 | 샘소나이트              | 비즈니스 백                                     |
| 2015 | 아모레퍼시픽            | 헤라옴므                                        |
| 2015 | WMF                     |                                                 |
| 2015 | 에이스침대              |                                                 |
| 2015 | 몽벨                    |                                                 |
| 2015 | OD프리미어 맥주         | 고스트 with rocket                              |
| 2016 | 로켓모바일              |                                                 |
| 2016 | 현대카드                |                                                 |
| 2016 | 한국야쿠르트            | 헬리코박터 프로젝트 윌                          |
| 2016 | 볼보코리아              | 올뉴 XC90                                       |
| 2017 | IBK기업은행             |                                                 |
| 2017 | 페르노리카코리아        | 발렌타인                                        |
| 2019 | 종근당건강              | 프로메가                                        |
| 2019 | 세라젬                  |                                                 |
| 2019 | 일렉트로룩스            |                                                 |
| 2020 | 롯데건설                | 오산 롯데캐슬 스카이파크                        |
| 2021 | 하림                    | the미식 장인라면,the미식 밥 the 미식 유니짜장면 |
| 2021 | 대우건설                | 구미 푸르지오 엘포레시티                        |
| 2021 | 번개장터                |                                                 |
| 2021 | 웅진씽크빅              | 웅진스마트올                                    |
| 2022 | 구찌                    | 구찌 러브 퍼페이드 캠페인                       |
| 2022 | 갓삼국                  | 아이스버드 게임즈                               |
| 2022 | 현대해상                |                                                 |
| 2023 | 하림                    | 더 미식 비빔면                                  |
| 2023 | 케이카                  | K car                                           |

### 홍보대사
| 연도 | 홍보대사 명                                         | 비고 |
| ---- | --------------------------------------------------- | ---- |
| 2005 | 평화의료재단 홍보대사                               |      |
| 2005 | 기상청 홍보대사                                     |      |
| 2005 | 한국보디빌딩 홍보대사                               |      |
| 2006 | 제5회 미쟝센 단편영화제 공포판타지부문 명예심사위원 |      |
| 2007 | 인천공항 명예홍보대사                               |      |
| 2007 | 국가정보원 명예요원                                 |      |
| 2007 | FAB Inc 이사                                        |      |
| 2008 | 아우디코리아 홍보대사                               |      |
| 2009 | 제이엘앤컴퍼니 등기이사                             |      |
| 2012 | 국립현대미술관 홍보대사                             |      |
| 2013 | 제11회 아시아나국제단편영화제 특별 심사위원         |      |

## 수상 및 후보
| 연도   | 시상식                              | 부문                                        | 작품                 | 결과 |
| ------ | ----------------------------------- | ------------------------------------------- | -------------------- | ---- |
| 1994년 | KBS 연기대상                        | 남자 신인연기상                             | 남자는 외로워, 느낌  | 후보 |
| 1994년 | KBS 연기대상                        | 남자 인기상                                 | 남자는 외로워, 느낌  | 후보 |
| 1995년 | 제31회 백상예술대상                 | TV부문 남자 신인연기상                      | 모래시계             | 수상 |
| 1995년 | 제31회 백상예술대상                 | 영화부문 남자 신인연기상                    | 젊은 남자            | 수상 |
| 1995년 | 제33회 대종상                       | 신인남우상                                  | 젊은 남자            | 수상 |
| 1995년 | 제15회 한국영화평론가협회상         | 신인남우상                                  | 젊은 남자            | 수상 |
| 1995년 | 제16회 청룡영화상                   | 신인남우상                                  | 젊은 남자            | 수상 |
| 1995년 | SBS 연기대상                        | 남자 신인연기상                             | 모래시계             | 수상 |
| 1997년 | 제33회 백상예술대상                 | 영화부문 남자 인기상                        | 불새                 | 수상 |
| 1998년 | 제19회 청룡영화상                   | 남우주연상                                  | 정사                 | 후보 |
| 1999년 | 제35회 백상예술대상                 | 영화부문 남자 인기상                        | 태양은 없다          | 수상 |
| 1999년 | 제35회 백상예술대상                 | 영화부문 남자 최우수연기상                  | 태양은 없다          | 후보 |
| 1999년 | 제36회 대종상                       | 남우주연상                                  | 태양은 없다          | 후보 |
| 1999년 | 제19회 한국영화평론가협회상         | 남우주연상                                  | 태양은 없다          | 수상 |
| 1999년 | 제20회 청룡영화상                   | 남우주연상                                  | 태양은 없다          | 수상 |
| 2000년 | 제36회 백상예술대상                 | 영화부문 남자 최우수연기상                  | 이재수의 난          | 후보 |
| 2001년 | 제38회 저축의 날                    | 국무총리 표창                               | 빈칸                 | 수상 |
| 2001년 | 제38회 대종상                       | 남우주연상                                  | 선물                 | 후보 |
| 2002년 | 베로나 러브 스크린 필름 페스티벌    | 남우주연상                                  | 순애보               | 수상 |
| 2006년 | 제29회 황금촬영상                   | 연기대상                                    | 태풍                 | 수상 |
| 2006년 | 제43회 대종상                       | 남우주연상                                  | 태풍                 | 후보 |
| 2008년 | 제1회 스타일 아이콘 어워즈          | 본상                                        | 빈칸                 | 수상 |
| 2010년 | 제4회 Mnet 20's Choice              | 가장 영향력있는 스타20인                    | 빈칸                 | 수상 |
| 2011년 | 제31회 판타스포르토국제영화제       | 남우주연상                                  | 하녀                 | 수상 |
| 2013년 | 제50회 대종상                       | 하나금융그룹 인기상                         | 관상                 | 수상 |
| 2013년 | 제50회 대종상                       | 남우주연상                                  | 관상                 | 후보 |
| 2013년 | 제34회 청룡영화상                   | 남우조연상                                  | 관상                 | 수상 |
| 2013년 | 제33회 한국영화평론가협회상         | CJ CGV스타상                                | 신세계, 관상         | 수상 |
| 2013년 | 제33회 한국영화평론가협회상         | 남우주연상                                  | 관상                 | 후보 |
| 2014년 | 제5회 올해의 영화상                 | 남우조연상                                  | 관상                 | 수상 |
| 2014년 | 제9회 맥스무비 최고의 영화상        | 최고의 남자조연배우상                       | 관상                 | 후보 |
| 2014년 | 제19회 춘사영화상                   | 남우주연상                                  | 관상                 | 후보 |
| 2014년 | 제50회 백상예술대상                 | 영화부문 남자 조연상                        | 관상                 | 수상 |
| 2014년 | 제23회 부일영화상                   | 남우조연상                                  | 관상                 | 후보 |
| 2015년 | 제51회 백상예술대상                 | In Style 상                                 | 빈칸                 | 수상 |
| 2015년 | 제24회 부일영화상                   | 남우주연상                                  | 암살                 | 수상 |
| 2015년 | 제3회 마리끌레르 아시아스타어워즈   | 올해의 배우상                               | 암살                 | 수상 |
| 2015년 | 제36회 청룡영화상                   | 남우주연상                                  | 암살                 | 후보 |
| 2016년 | 제11회 맥스무비 최고의 영화상       | 최고의 남자배우상                           | 암살                 | 후보 |
| 2016년 | 제8회 스타일 아이콘 아시아          | 본상                                        | 빈칸                 | 수상 |
| 2019년 | 제12회 코리아 드라마 어워즈         | 남자 최우수연기상                           | 보좌관               | 후보 |
| 2020년 | 제29회 부일영화상                   | 남우주연상                                  | 다만 악에서 구하소서 | 후보 |
| 2020년 | 제5회 아시아 아티스트 어워즈        | 영화부문 올해의 배우상                      | 다만 악에서 구하소서 | 수상 |
| 2020년 | 제25회 소비자의 날 시상식           | 2020 관객이 뽑은 올해의 배우                | 다만 악에서 구하소서 | 수상 |
| 2021년 | 제41회 청룡영화상                   | 남우주연상                                  | 다만 악에서 구하소서 | 후보 |
| 2021년 | 제57회 백상예술대상                 | 영화부문 남자 최우수연기상                  | 다만 악에서 구하소서 | 후보 |
| 2021년 | 제26회 춘사국제영화제               | 남우주연상                                  | 다만 악에서 구하소서 | 후보 |
| 2021년 | 제6회 아시아 아티스트 어워즈        | 올해의 배우상                               | 오징어 게임          | 수상 |
| 2021년 | 제6회 아시아 아티스트 어워즈        | 페뷸러스상                                  | 빈칸                 | 수상 |
| 2021년 | 제6회 아시아 아티스트 어워즈        | 핫트렌드상                                  | 빈칸                 | 수상 |
| 2022년 | 제79회 골든 글로브 시상식           | TV드라마부문 남우주연상                     | 오징어 게임          | 후보 |
| 2022년 | 제11회 AACTA 인터내셔널 어워즈      | 시리즈부문 남우주연상                       | 오징어 게임          | 후보 |
| 2022년 | 제20회 디렉터스 컷 시상식           | 시리즈부문 올해의 남자배우상                | 오징어 게임          | 후보 |
| 2022년 | 골드 더비 어워즈                    | 드라마부문 남우주연상                       | 오징어 게임          | 후보 |
| 2022년 | 제28회 미국배우조합상               | TV드라마부문 남자연기상                     | 오징어 게임          | 수상 |
| 2022년 | 제28회 미국배우조합상               | TV드라마부문 앙상블상                       | 오징어 게임          | 후보 |
| 2022년 | 제37회 인디펜던트 스피릿 시상식     | 드라마부문 남우주연상                       | 오징어 게임          | 수상 |
| 2022년 | 제27회 크리틱스 초이스 어워즈       | TV드라마부문 남우주연상                     | 오징어 게임          | 수상 |
| 2022년 | 제2회 크리틱스 초이스 슈퍼 어워즈   | 액션시리즈부문 남우주연상                   | 오징어 게임          | 수상 |
| 2022년 | 제58회 백상예술대상                 | TV부문 남자 최우수연기상                    | 오징어 게임          | 후보 |
| 2022년 | 제1회 청룡 시리즈 어워즈            | 남우주연상                                  | 오징어 게임          | 수상 |
| 2022년 | 2022 할리우드 비평가 협회 TV 어워즈 | 스트리밍부문 드라마 남우주연상              | 오징어 게임          | 수상 |
| 2022년 | 제74회 프라임타임 에미상            | 드라마부문 남우주연상                       | 오징어 게임          | 수상 |
| 2022년 | 제8회 에이판 스타 어워즈            | OTT부문 남자 최우수연기상                   | 오징어 게임          | 후보 |
| 2022년 | 제14회 서울석세스대상               | 문화부문 연기대상                           | 오징어 게임          | 수상 |
| 2022년 | 제31회 부일영화상                   | 신인감독상                                  | 헌트                 | 수상 |
| 2022년 | 제31회 부일영화상                   | 각본상                                      | 헌트                 | 후보 |
| 2022년 | 제42회 한국영화평론가협회상         | 신인감독상                                  | 헌트                 | 수상 |
| 2022년 | 제7회 런던아시아영화제              | 명예상                                      | 헌트                 | 수상 |
| 2022년 | 하와이영화사회비평가협회상          | 신인감독상                                  | 헌트                 | 수상 |
| 2022년 | 제43회 청룡영화상                   | 신인감독상                                  | 헌트                 | 수상 |
| 2022년 | 제43회 청룡영화상                   | 각본상                                      | 헌트                 | 후보 |
| 2022년 | 제58회 대종상                       | 신인감독상                                  | 헌트                 | 후보 |
| 2022년 | 제58회 대종상                       | 시나리오상                                  | 헌트                 | 후보 |
| 2022년 | 제9회 한국영화제작가협회상          | 감독상                                      | 헌트                 | 수상 |
| 2022년 | 제7회 동아닷컴’s PICK               | 하늘 아래 두 개의 태양은 있다 (with 정우성) | 헌트                 | 수상 |
| 2022년 | 문화체육관광부                      | 금관문화훈장                                | 빈칸                 | 수상 |
| 2023년 | CJ ENM 비저너리 어워즈              | 2023 비저너리 10인 선정                     | 빈칸                 | 수상 |
| 2023년 | 제21회 디렉터스 컷 시상식           | 올해의 신인감독상                           | 헌트                 | 후보 |
| 2023년 | 제59회 백상예술대상                 | 영화부문 신인감독상                         | 헌트                 | 후보 |
| 2023년 | 제59회 백상예술대상                 | 영화부문 시나리오상                         | 헌트                 | 후보 |
| 2023년 | 제59회 백상예술대상                 | 영화부문 감독상                             | 헌트                 | 후보 |
| 2023년 | 제13회 아름다운 예술인상            | 영화 예술인상                               | 빈칸                 | 수상 |